# Nickelodeon Teen (Francja)
Nickelodeon Teen (dawniej Nickelodeon 4Teen) – francuski kanał telewizyjny należący do ViacomCBS Networks EMEAA; francuska wersja amerykańskiego kanału TeenNick.

## Historia
Viacom rozpoczął nadawanie Nickelodeon 4Teen 19 listopada 2014 r. 26 sierpnia 2017 r. zmieniono szatę graficzną oraz nazwę na Nickelodeon Teen.
12 stycznia 2021 r. uruchomiono węgierską wersję programu pod nazwą TeenNick.